# Новое Липово
Но́вое Ли́пово — деревня в Большеварыжском сельском поселении Балезинского района Удмуртии. Центр поселения — деревня Большой Варыж.
Севернее в середине XX-го века находилась деревня Липово (в 1961 году в ней проживало 22 человека).
Население — 16 человек (2007).
В селе имеются 2 улицы: Лесная и Сосновая.
ГНИИМБ : 1837
Индекс : 427532